# Heterischnus
Heterischnus (лат.) — род наездников из трибы Phaeogenini подсемейства Ichneumoninae.

## Распространение
Распространены в Афротропике, Палеарктике, Неарктике. Описано около 30 видов.

## Описание
Среднего размера и мелкие наездники, длина тела менее 1 см. Основная окраска желтая, красновато-бурая или чёрная. Отличаются загнутым кверху яйцекладом, выпуклым щитиком груди, короткими усиками, жвалы с одним зубцом. Представители рода — эктопаразиты мелких чешуекрылых.

## Список видов
Некоторые виды рода:
- Heterischnus africanus (Heinrich, 1936)[7]
- Heterischnus anomalus (Holmgren, 1857)
- Heterischnus bicolorator (Aubert, 1965)
- Heterischnus coxator (Thomson, 1891)
- Heterischnus debilis (Gravenhorst, 1829)
- Heterischnus excavatus (Constantineanu, 1959)
- Heterischnus filiformis (Gravenhorst, 1829)
- Heterischnus gallicator (Aubert, 1960)
- Heterischnus krausi Schönitzer, 1999
- Heterischnus mfongosi Rousse & van Noort, 2013[4]
- Heterischnus mkomazi Rousse & van Noort, 2013[4]
- Heterischnus moravicus (Gregor, 1939)
- Heterischnus nigricollis (Wesmael, 1844)
- Heterischnus novellae Selfa & Diller, 1997
- Heterischnus olsoufieffi (Heinrich, 1936)[7]
- Heterischnus pictipes (Kriechbaumer, 1894)
- Heterischnus pulchellus (Thomson, 1891)
- Heterischnus pulex (Müller, 1776)
- Heterischnus ridibundus (Costa, 1885)
- Heterischnus rufithorax (Berthoumieu, 1903)
- Heterischnus rufobrunneus (Berthoumieu, 1898)
- Heterischnus solitarius (Habermehl, 1917)
- Heterischnus tereshkini Diller, 1995
- Heterischnus truncator (Fabricius, 1798)
- Другие виды